# D-Bus
A D-Bus vagy DBus egy belső kommunikációs (inter-process communication – IPC) és távoli eljáráshívási (remote procedure call – RPC) mechanizmus, amely lehetővé teszi több folyamat számára a kommunikációt ugyanazon a gépen.
A D-Bus a freedesktop.org projekt része, amit Havoc Pennington kezdett fejleszteni a Red Hatnél, hogy szabványosítsa az olyan Linux asztali környezetek, mint a GNOME és a KDE szolgáltatásait. A rendszer célja a desktop alkalmazások jobb integrációjának elősegítése és egy kényelmes felület biztosítása az asztali alkalmazások és az operációs rendszer közötti kommunikációra. 

## Felhasználási terület
- Avahi
- pidgin
- XChat
- Skype
- HAL
- udev
- gnome